# Osłonki
Osłonki – wieś w Polsce położona w województwie kujawsko-pomorskim, w powiecie radziejowskim, w gminie Osięciny.

## Podział administracyjny

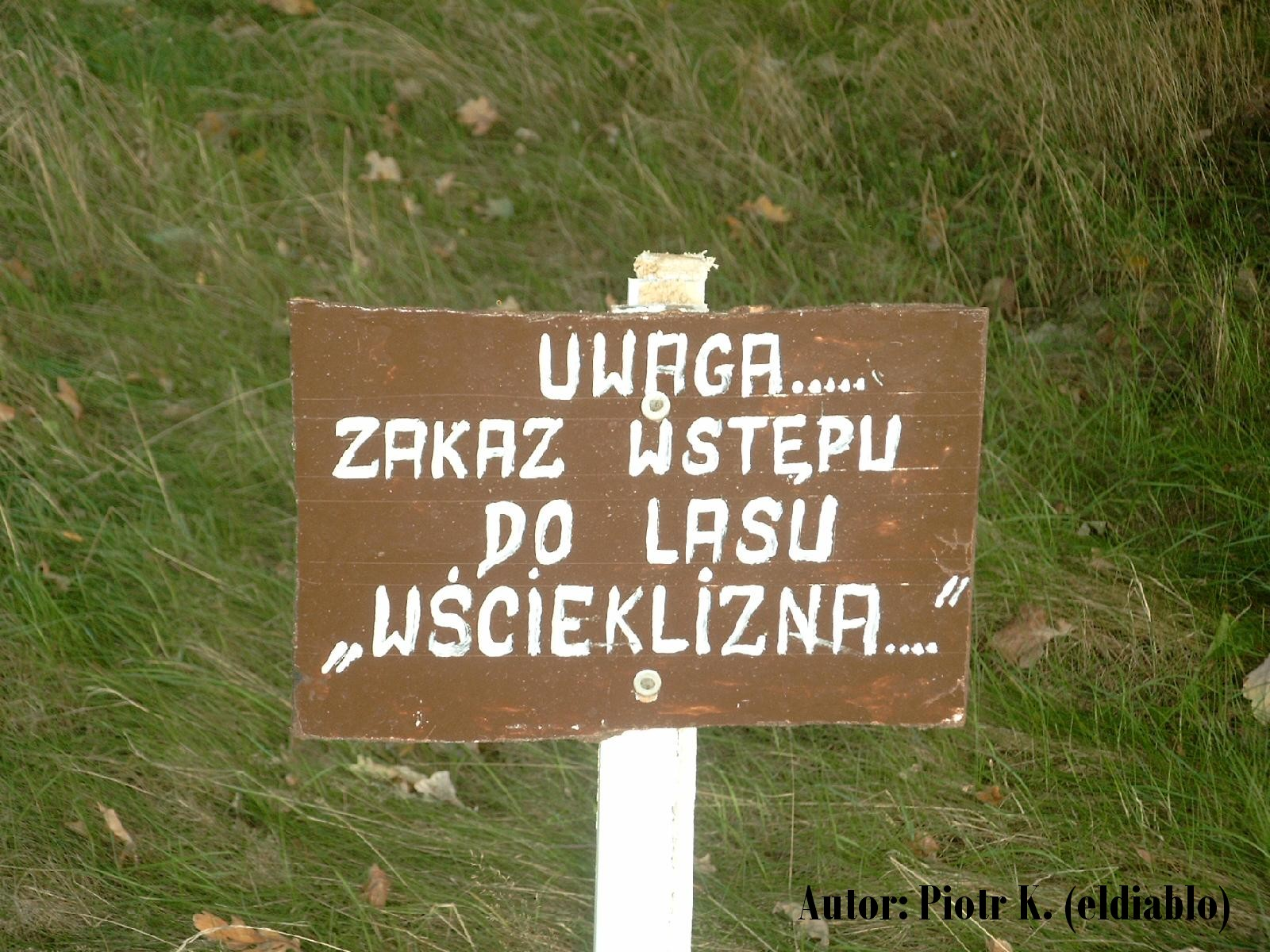
Tablica na wjeździe do lasku w Osłonkach

Wieś duchowna Osłomki, własność kapituły włocławskiej, położona była w II połowie XVI wieku w powiecie brzeskokujawskim województwa brzeskokujawskiego. W latach 1975–1998 miejscowość administracyjnie należała do województwa włocławskiego. Wieś sołecka – zobacz jednostki pomocnicze gminy w BIP.

## Historia
W wieku XIX Osłonki, wieś i folwark w powiecie nieszawskim, gminie Osięciny, parafii Kościelna Wieś, odległe 28 wiorst od Nieszawy, ma 120 mieszkańców (rok 1882).
W 1827 r. było tu 10 domów i 85 mieszkańców. Osłonki i Pniewy były własnością kapituły włocławskiej. Obecnie folwark i wieś Osłonki, z nomenklaturą Pniewy, rozległość folwarczna mórg 546: gruntów ornych i ogrodów mórg 523, łąk mórg 12, pastwisk mórg 5, nieużytków mórg 6; budynków murowanych 5, z drzewa 6. Wieś Osłonki osad 13, z gruntem mórg 15.

## Demografia
W roku 1827 liczyła 85 mieszkańców, pół wieku później (1882 r.) było ich 120. Według Narodowego Spisu Powszechnego (III 2011 r.) liczyła 165 mieszkańców. Jest czternastą co do wielkości miejscowością gminy Osięciny.